# Sardinia (Schiff, 1902)
Die Sardinia war ein 1902 in Dienst gestellter Passagierdampfer der britischen Reederei Peninsular and Oriental Steam Navigation Company (P&O), der im Passagier- und Postverkehr zwischen Großbritannien und dem Fernen Osten eingesetzt wurde. Das Schiff überstand trotz einer Torpedierung im Jahr 1918 den Ersten Weltkrieg und war bis 1925 im Dienst. 

## Geschichte
Das 6574 BRT große Dampfschiff Sardinia wurde unter der Baunummer 431 auf der Werft Barclay, Curle and Company in Glasgow gebaut und lief am 12. Juni 1902 vom Stapel. Sie war eines von den fünf Schiffen der S-Klasse, die P&O für den Passagier- und Frachtservice von London in den Fernen Osten baute. Ihre Schwesterschiffe, die alle bereits 1901 fertiggestellt wurden, waren die Sicilia (entstand ebenfalls bei Barclay, Curle & Company), die Somali (bei Caird & Company), die Soudan (bei Caird & Company) und die Syria (bei Alexander Stephen and Sons). 
Die Sardinia war 137,25 Meter lang, 15,94 Meter breit und hatte einen maximalen Tiefgang von 8,29 Metern. Sie konnte 90 Passagiere der Ersten Klasse und 70 der Zweiten Klasse befördern. Sie wurde von zwei dreizylindrigen Dreifachexpansions-Dampfmaschinen angetrieben, die auf zwei Propeller wirkten und eine Höchstgeschwindigkeit von 14 Knoten ermöglichten. Die Maschinenleistung betrug 4500 PSi. Am 14. Juli 1902 wurde das Schiff offiziell registriert.
Am 4. Februar 1918 wurde die Sardinia von einem deutschen U-Boot torpediert, während sie in einem Geleitzug durch das Mittelmeer fuhr. Die 62 Passagiere und der größte Teil der Besatzung wurden auf ein Kriegsschiff transferiert, aber der Kapitän, F. G. Cadiz, und 32 Crewmitglieder blieben an Bord. Um das Einbrechen der Schotten zu verhindern, dampfte das Schiff bei einer Geschwindigkeit von nur 3,5 Knoten mit dem Heck voran über 60 Seemeilen bis nach Oran, wo notdürftige Reparaturen stattfanden. Anschließend fuhr die Sardinia nach Gibraltar, wo endgültige Reparaturen vorgenommen wurden. 
1919 kam das Schiff wieder in den zivilen Passagierverkehr, nachdem es nach Kriegsende für die Rückführung australischer Soldaten verwendet worden war. Am 23. Februar 1925 wurde das Schiff zum Abbruch an Kishimoto Kisen K. K. nach Japan verkauft. Am 20. Juli 1925 traf es in Osaka ein und wurde kurz darauf abgewrackt.